# 何禮文
何禮文爵士，CMG，CBE，MC，ED，JP（Sir David Ronald Holmes，1913年12月26日—1981年6月14日），英國資深殖民地官員，1938年起在香港政府供職，第二次世界大戰從軍，期間參與英軍服務團，抗擊日軍及營救盟軍戰俘，屢獲英廷加獎。何禮文戰後備受港府器重，1954年受命成立徙置事務處，營建香港首批徙置公屋，後來先後出任市政事務署署長、新界民政署長及工商業管理處處長等職。何禮文在1966年接替麥道軻任華民政務司，任內香港爆發六七暴動，他以署理輔政司身份主持大局，以強硬手段對付左派滋事份子，緩和局勢。在1969年，華民政務司改組為民政司，並繼續由何禮文出任至1971年退休為止，及後改任公務員敘用委員會主席，於1977年任滿離港。
在政府供職期間，何氏亦曾先後獲委為市政局、立法局及行政局官守議員，其中於立法局前後任職長達10年。他對香港的貢獻深得港府認同，多次獲勳，在1973年更獲勳為爵士。

## 生平

### 早年生涯

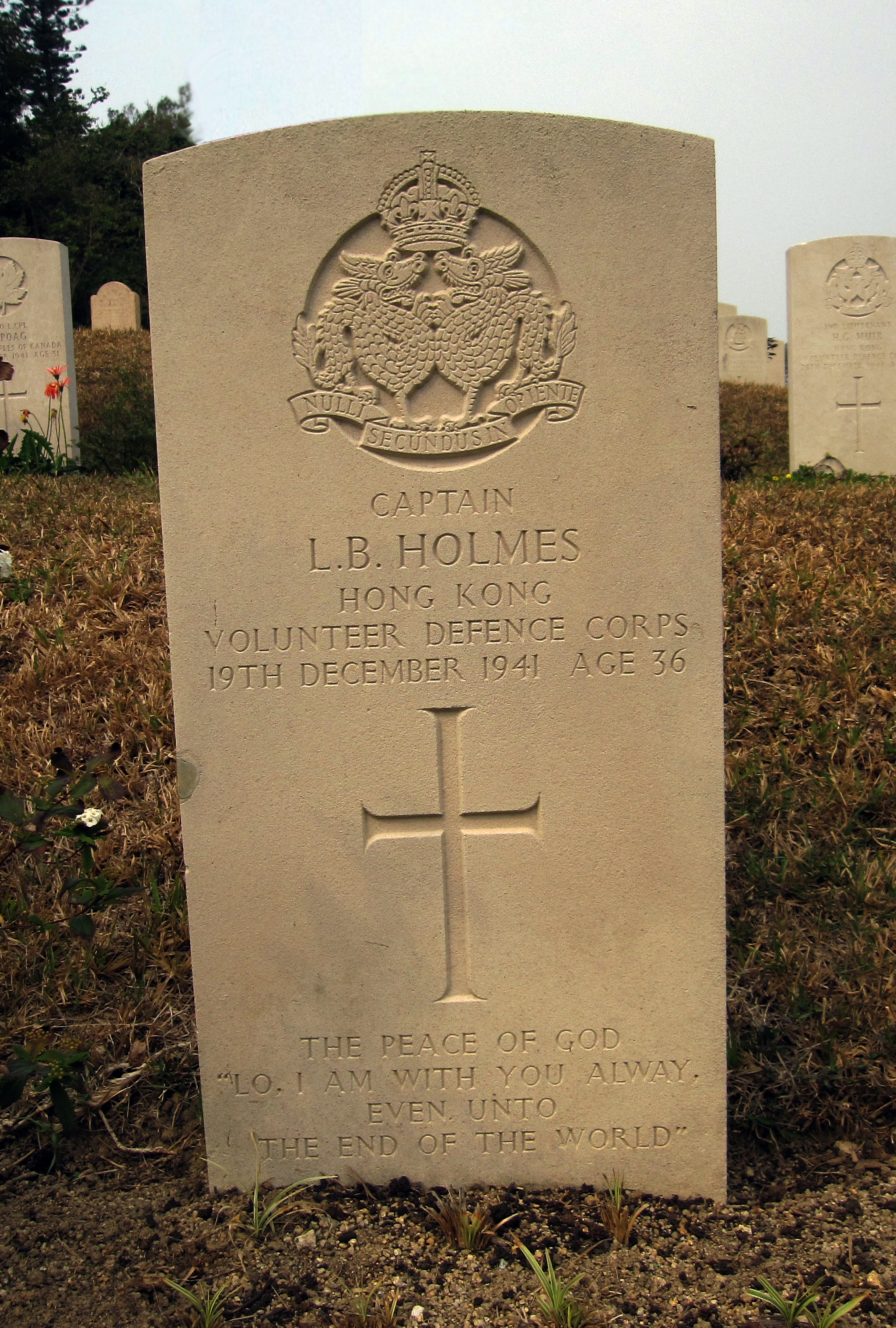
何禮文爵士兄長之墓。

何禮文在1913年12月26日生於英國，父母分別名路易斯·詹姆士·霍姆茲（Louis James Holmes）及埃蜜莉·沙克利夫（Emily Sutcliffe），來自西約克郡的布萊豪斯（Brighouse），早年入讀布拉福文法學校，後來在劍橋大學悉尼·蘇塞克斯學院學成畢業。 何禮文早年亦曾於劍橋大學分遣隊（Cambridge University Contingent）資深師內任職見習長官，1935年升任資深少尉，並於分遣隊轄下之步兵團服役，後於1936年10月退役。 在1938年，何禮文以官學生身份獲聘加入香港政府，戰前曾任助理華民政務司，能操流利廣東話。
在1941年12月，太平洋戰爭爆發，日軍突然揮軍進犯香港，爆發香港保衛戰，期間何禮文在駐港英軍陣營中隸屬特別行動部隊（SOE），專門從後方偷襲日方。 同年12月25日，香港因港督楊慕琦爵士投降而失陷後，何禮文成功從香港逃入中國大陸，因此沒有被日軍俘虜。 不過，他在香港義勇防衛軍擔任上尉的胞兄萊斯利·本傑明·霍姆茲（Leslie Benjamin Holmes，1905年－1941年）卻在12月19日於香港陣亡，終年36歲，遺下妻子瑪嘉烈·棗莉亞。事隔多年後，何禮文胞兄的墓碑現時仍位於赤柱軍人墳場內。

### 英軍服務團
逃離香港後，何禮文成功在1942年年初抵達重慶與當地英方人員會合，未幾，他獲指派駕車動身，接載英國駐重慶領事館一等秘書約翰·凱瑟克（後為爵士）及領事館主任武官金士刁准將（Brigadier Gordon Edward Grimsdale）前往廣東韶關，與國民政府第七戰區總司令余漢謀上將商討開設一英軍服務團以共同抗擊日軍，在談判過程中，何禮文兼任英方翻譯。 不久以後，從香港日軍集中營成功逃出的賴廉士上校在1942年7月於廣東曲江（今韶關市一帶）組建英軍服務團，何禮文遂與在韶關認識的徐家祥於11月加入服務團，隨即被派到東江惠州駐守。
在惠陽期間，何禮文聽命於祈德尊（後為爵士），與東江縱隊合作，主理外勤事務。何禮文多次組織營救日軍集中營戰俘的計劃，並曾率數部眾深入敵方陣地，於香港的獅子山山腳以望遠鏡瞭望馬頭圍集中營，觀察戰俘的生活情況。 據徐家祥憶述，何禮文雖然是西方人，但身形並不龐大，穿上灰布衫和頭戴竹葉笠帽，難以被日軍認出，再加上他能操流利廣東話，使他在香港境內無被日軍懷疑。 何禮文在華南的英勇行為深得英廷器重，使他在1943年初獲授軍功十字勳章，數月後再進一步獲勳MBE勳銜（軍事），一年內兩獲加敘，在當時較為少有。
何禮文於1944年獲擢升為少校，負責主管英軍服務團的惠州前站。有說何禮文當時將自己唯一一套西裝贈與戰友徐家祥，讓他於婚禮上行禮之用，使徐氏甚為感激，而在大戰以後，徐家祥在何禮文推薦下更成為香港首位華人官學生，此後徐氏亦隨何禮文在港府內供職。 到1944年尾，何禮文申請到澳洲渡假，一直留在當地至大戰結束為止。

### 戰後生涯
1945年8月，日本宣佈投降，第二次世界大戰結束。何禮文遂在香港重光後奉命於9月飛往香港，在臨時成立的軍政府中供職。 當時軍政府首長由主持日方受降儀式的海軍中將夏慤爵士出任，但軍政府的民政事務，則分別由英國派來的首席民政事務官麥道高及曾遭日軍囚禁的前港府官員白嘉時主理，至於何禮文與另一港府官員戴斯德則全權掌管軍政府輔政司署的所有政務工作，而何禮文另委任徐家祥為新界助理理民府，協助其打理新界政務。
軍政府在1946年5月結束後，香港重新設立文治政府，何禮文繼續在輔政司署供職，並於1946年至1947年間擔任行政、立法兩局副秘書，後曾於1949年署理兩局秘書。及後何禮文獲政府補送前往倫敦的帝國國防學院深造， 返港後重新於政府供職，歷任副華民政務司等職，1951年7月起暫代離港的麥道軻署理華民政務司轄下的社會局長一職，至1952年卸任，之後改任行政、立法兩局秘書等職。

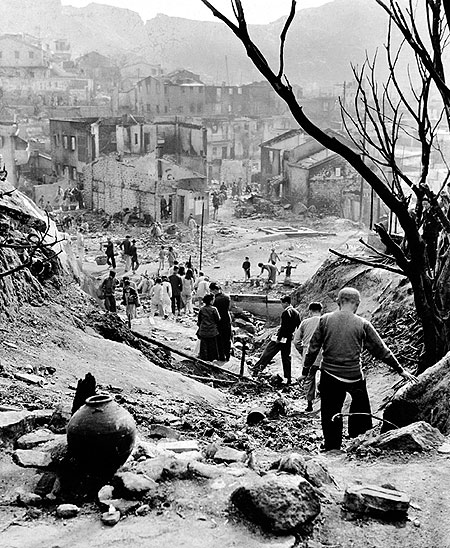
何禮文在1953年石硤尾大火發生後獲委為首任徙置事務處長。

在1953年12月，九龍的石硤尾木屋區發生大火，災後數萬人無家可歸，何禮文遂於1954年4月受港督葛量洪爵士委派成立徙置事務處，並自任處長及兼任副輔政司，以著手解決災民安置的問題。何禮文在任內興建多座徙置大廈，計有石硤尾邨及大坑東邨等等，讓木屋居民儘早獲配公共房屋。 自徙置事務處創立後，興建公屋漸成為港府在戰後的主要政策。另一方面，何禮文在任徙置事務處處長期間亦兼任市政局當然官守議員，到1955年10月，他接替退休的利澤時出任市政事務署署長兼市政局主席，同時任立法局官守議員，而原徙置事務處長則由華璐同接替。 在市政事務署署長任內，局內的非官守民選議員數目在1956年獲增至8位，使民選議員首次佔全局議員總數一半，同時間局內改革呼聲漸大，故他任內亦見證市政局與港府關係每況愈下。
到1958年，何禮文卸任市政事務署署長及立法局之職務， 改為接替彭德任新界民政署長，任內於1959年12月見證港府制定《鄉議局條例》，正式賦予鄉議局法定諮詢機構地位。在此以前，鄉議局內曾於1957年因土地議題而陷入分裂，使政府在當年拒絕再承認其合法地位，隨後在1959年的鄉議局第十三屆選舉中，兩派更展開激烈爭辯，當時何禮文有份負責調停，使事件得以緩和。 何禮文在1962年改任工商業管理處處長， 上任前於元旦獲英女皇頒授CBE勳銜。在他任內，香港紡織業發展蓬勃，他曾經多次出訪歐洲各地，商討有關棉織品等等的貿易協議，以助拓展香港紡織品的海外市場。1964年5月至8月期間，何禮文一度休假外遊，處長一職由副處長蘇弼暫代。同年7月，港督戴麟趾爵士改組立法局，工商業管理處處長以官守議員身份新增入立法局內，蘇弼遂暫代何禮文之議席，直到他返港為止。 未幾，何禮文於1965年獲進一步委任為行政局官守議員， 成為「雙料議員」，在政府內備受倚重。
1966年年底，任職已10年的華民政務司麥道軻退休返英，何禮文遂獲委任接替麥道軻。何禮文出任華民政務司之時，中國大陸正值文化大革命肇始，香港局勢日益不穩，至1967年更爆發歷時數月的六七暴動。 暴動期間，港督戴麟趾爵士碰巧不在香港，港府內部無人主持大局，資歷深厚的何禮文遂以華民政務司身份署理輔政司一職，與署理港督祈濟時爵士等領導政府對付動亂。 六七暴動爆發初時，香港出現連串有組織罷工，街頭還開始有暴徒放置土製炸彈，構成公眾恐慌。當時英政府及港府內部曾經討論英國應否放棄香港。後來經何禮文在行政局內慷慨陳情，才促使英政府繼續留守香港。 在何禮文指揮下，港府採取強硬手段對付左派動亂份子，並號召公眾聲討左派，終使暴動於1967年底漸漸平息，而何禮文在暴動中的強硬立場亦深獲港府肯定。
六七暴動後，戴麟趾決意加大力度改革政府。在何禮文策劃下，港府於1968年5月推行「民政主任計劃」，將港、九劃成10區，每區設立民政處，內置民政主任，以期收集民意，接受投訴，並向市民提供諮詢服務，從而改善官民關係，讓市民有更多渠道反映意見。 為配合民政主任計劃的發展，港府復於1969年2月將華民政務司一職改組為民政司，並繼續由何禮文擔任， 同年何禮文再獲英廷授予CMG勳銜。何禮文卸任民政司前曾著手就廢除一夫多妻制進行立法工作，促成《婚姻改革條例》在1970年7月獲三讀通過，但條例要到他卸任後的1971年10月才正式生效。

### 晚年生涯
何禮文在1971年5月卸去民政司及兩局官守議員職務，開始退休生涯，但隨即在1971年11月獲委任為公務員敘用委員會主席，1973年7月13日親身於白金漢宮獲英女皇伊利沙伯二世封為下級勳位爵士， 其後於1977年5月離任。何禮文於離任後舉家遷到希臘科孚島定居，開展平靜的退休生活。1981年5月，他曾偕夫人重返香港探訪好友，當時他身體一度欠佳而入住瑪麗醫院數周，病愈後繼續訪港行程。 然而何禮文返回希臘後，病情突然急轉直下，同年6月14日於科孚島上一所醫院內病故，終年67歲。
何禮文身故以後，香港各界深表哀悼，其中港督麥理浩爵士表揚何禮文「不論是在戰時抑或和平之時，均為一忠誠公僕，致力於香港事務」。 在6月19日，中環聖約翰座堂為其舉行追思彌撒，港督麥理浩爵士、布政司姬達爵士、好友民政司黎敦義及徐家祥等人皆有出席。追思彌撒由港督及黎敦義分別致悼辭，其中黎氏評價何禮文是「香港戰後偉大人物之一」，於1950年代及1960年代擔當「港府機構重要的調停人」， 此外，徐家祥亦特地撰寫悼文對何禮文加以悼念。 除香港外，倫敦高雲花園內的聖保羅教堂亦在1981年7月14日舉行追悼會，當時何禮文爵士夫人亦有出席。 至於何禮文的遺體，則長埋於科孚島上的英國人墳場（British Cemetery）內。

## 家庭
何禮文1944年於澳洲渡假時，認識原日駐港英美煙草公司經理法蘭克·黑斯廷斯·費施爾（Frank Hastings Fisher）的獨生女夏洛特·瑪喬麗·費施爾（Charlotte Marjorie Fisher，1920年7月18日－2012年1月14日），兩人於1945年1月31日上午11時在維多利亞省托拉克（Toorak）的聖約翰教堂內結婚。何禮文爵士夫人本身是一位有名的植物插畫家，夫婦倆育有兩名兒子，全家於何氏退仕港府後定居希臘科孚島。何禮文爵士的興趣包括閱讀、旅遊及高爾夫球，他生前曾為倫敦旅行者會、香港會及皇家香港高爾夫球會等會會員。

## 榮譽

### 殊勳
- M.C.（1943年3月9日[23]）
- M.B.E.（軍事，1943年5月4日[24]）
- E.D.（1956年[1][25]）
- C.B.E.（1962年元旦授勳名單[26]）
- C.M.G.（1969年女皇壽辰授勳名單[27]）
- J.P.（非官守，1969年8月）
- Kt.（1973年元旦授勳名單[28]）

### 頭銜
- 何禮文（1913年12月26日－1943年3月9日）
- 何禮文，MC（1943年3月9日－1943年5月4日）
- 何禮文，MBE，MC（1943年5月4日－1955年11月）
- 何禮文議員，MBE，MC（1955年11月－1956年）
- 何禮文議員，MBE，MC，ED（1956年－1958年）
- 何禮文，MBE，MC，ED（1958年－1962年1月）
- 何禮文，CBE，MC，ED（1962年1月－1964年6月）
- 何禮文議員，CBE，MC，ED（1964年6月－1969年6月）
- 何禮文議員，CMG，CBE，MC，ED（1969年6月－1969年8月）
- 何禮文議員，CMG，CBE，MC，ED，JP（1969年8月－1971年5月）
- 何禮文，CMG，CBE，MC，ED，JP（1971年5月－1973年1月）
- 何禮文爵士，CMG，CBE，MC，ED，JP（1973年1月－1981年6月14日）

## 注腳
1. 1 2 3  Who Was Who, London: A & C Black, 1996.
2. ↑  "Issue 34217 （页面存档备份，存于）", London Gazette, 8 November 1935, p.11.
3. ↑  "Issue 40753 （页面存档备份，存于）", London Gazette, 18 December 1936, p.9.
4. 1 2 3 4 5  Steve Tsang, Governing Hong Kong: Administrative Officers from the Nineteenth Century to the Handover to China, 1862-1997, I.B.Tauris, 2007, pp. 79 - 81.
5. ↑  "LESLIE BENJAMIN HOLMES", The Holmes Family History Society, retrieved on 15 February 2009.
6. 1 2 3 4  Paul Tsui, Paul Tsui's Memoirs Chapter 12.
7. 1 2 3 4 5 6 7  徐家祥悼何禮文爵士，《華僑日報》第三張第一頁，1981年6月21日。
8. ↑  副華民司何禮文，暫代社會局長，《工商日報》第五頁，1951年7月3日。
9. 1 2 3 4 5 6  何禮文爵士在希病逝，《工商日報》第八頁，1981年6月16日。
10. ↑  〈市政局主席利澤時退休，由何禮文繼任〉，《工商日報》第五頁，1955年10月26日。
11. ↑  OFFICIAL REPORT OF PROCEEDINGS, HONG KONG LEGISLATIVE COUNCIL, 12 May 1971.
12. ↑  OFFICIAL REPORT OF PROCEEDINGS, HONG KONG LEGISLATIVE COUNCIL, 25 November 1959.
13. ↑  Alvin Rabushka, Value for Money, Hoover Press, 1976, p. 73.
14. ↑  "Issue 43373 （页面存档备份，存于）", London Gazette, 3 July 1964, p.2.
15. ↑  "Issue 43699 （页面存档备份，存于）", London Gazette, 29 June 1965, p.2.
16. ↑  楊懷康，港英奮力捍公眾利益，《刊物名稱有待查證》，造訪於2009年2月15日。
17. ↑  "Issue 46042 （页面存档备份，存于）", London Gazette, 31 July 1973, p.1.
18. ↑  曾任本港民政司，何禮文爵士逝世，《華僑日報》第三張第二頁，1981年6月16日。
19. ↑  何禮文追思彌撒，港督麥理浩及民政司致悼詞，《工商日報》第七頁，1981年6月20日。
20. ↑  〈何禮文爵士追悼會，下周二在倫敦舉行〉，《工商日報》第六頁，1981年7月11日。
21. 1 2  "Marjorie Holmes" (17 March 2012)
22. ↑  "APPROACHING MARRIAGES", Argus, Australia: Melbourne, 31 January 1945, p. 8.
23. ↑  "Issue 35929", London Gazette, 5 March 1943, p.2.
24. ↑  "Issue 36000", London Gazette, 30 April 1943, p.1.
25. ↑  效率獎章一般向長期在皇家香港義勇軍團服役之軍員頒授。
26. ↑  "Issue 42552 （页面存档备份，存于）", London Gazette, 29 December 1961, p.23.
27. ↑  "Issue 44863 （页面存档备份，存于）", London Gazette, 6 June 1969, p.4.
28. ↑  "Issue 45860 （页面存档备份，存于）", London Gazette, 29 December 1972, p.2.

### 英文資料
- "APPROACHING MARRIAGES", Argus, Australia: Melbourne, 31 January 1945, p. 8. 網上版本
- OFFICIAL REPORT OF PROCEEDINGS, HONG KONG LEGISLATIVE COUNCIL, 25 November 1959. 網上版本 （页面存档备份，存于）
- OFFICIAL REPORT OF PROCEEDINGS, HONG KONG LEGISLATIVE COUNCIL, 12 May 1971. 網上版本 （页面存档备份，存于）
- Alvin Rabushka, Value for Money, Hoover Press, 1976, p. 73.
- Who Was Who, London: A & C Black, 1996.
- Steve Tsang, Governing Hong Kong: Administrative Officers from the Nineteenth Century to the Handover to China, 1862-1997, I.B.Tauris, 2007, pp. 79 – 81.
- Paul Tsui, Paul Tsui's Memoirs Chapter 12. 網上版本 （页面存档备份，存于）
- "LESLIE BENJAMIN HOLMES", The Holmes Family History Society, retrieved on 15 February 2009. 網頁
- "Marjorie Holmes （页面存档备份，存于）", The Times, 17 March 2012.

### 中文資料
- 副華民司何禮文，暫代社會局長，《工商日報》第五頁，1951年7月3日。
- 市政局主席利澤時退休，由何禮文繼任，《工商日報》第五頁，1955年10月26日。
- 曾任本港民政司，何禮文爵士逝世，《華僑日報》第三張第二頁，1981年6月16日。
- 何禮文爵士在希病逝，《工商日報》第八頁，1981年6月16日。
- 何禮文追思彌撒，港督麥理浩及民政司致悼詞，《工商日報》第七頁，1981年6月20日。
- 徐家祥悼何禮文爵士，《華僑日報》第三張第一頁，1981年6月21日。
- 何禮文爵士追悼會，下周二在倫敦舉行，《工商日報》第六頁，1981年7月11日。
- 楊懷康，港英奮力捍公眾利益，《刊物名稱有待查證》，造訪於2009年2月15日。網頁

## 外部連結
- 徐家祥回憶錄 （页面存档备份，存于）（英文）
- 工商署歷任署長（即工商業管理處處長）
- Ronnie Holmes 40 Great Years （页面存档备份，存于）, The Bulletin, 1977.

| 官衔              | 官衔                                      | 官衔              |
| ----------------- | ----------------------------------------- | ----------------- |
| 前任： 新創設     | 徙置事務處處長 1954年-1955年              | 繼任： 華璐同     |
| 前任： 利澤時     | 市政事務署署長兼 市政局主席 1955年-1957年 | 繼任： 戴斯德     |
| 前任： 彭德       | 新界民政署長 1958年-1962年                | 繼任： 區歲樂     |
| 前任： 晏架士     | 工商業管理處處長 1962年-1966年            | 繼任： 蘇弼       |
| 前任： 麥道軻     | 華民政務司 1966年-1969年                  | 繼任： 民政司     |
| 前任： 華民政務司 | 民政司 1969年2月-1971年5月                | 繼任： 陸鼎堂     |
| 前任： 赫維爾爵士 | 公務員敘用委員會主席 1971年11月-1977年5月 | 繼任： 陸鼎堂爵士 |